# Mill Spring (Missouri)
Mill Spring – wieś w Stanach Zjednoczonych, w stanie Missouri, w hrabstwie Wayne.